# Zale submediana
Zale submediana là một loài bướm đêm trong họ Erebidae.